# 朝鮮神宮
朝鮮神宮（ちょうせんじんぐう、조선신궁、チョソンシングン）とは、朝鮮京畿道京城府南山（現・大韓民国ソウル特別市）にあった神社である。社格は官幣大社で、朝鮮半島の総鎮守とされた。旧称：朝鮮神社、1925年（大正14年）6月27日、「朝鮮神社」が「朝鮮神宮」に改称される。

## 歴史

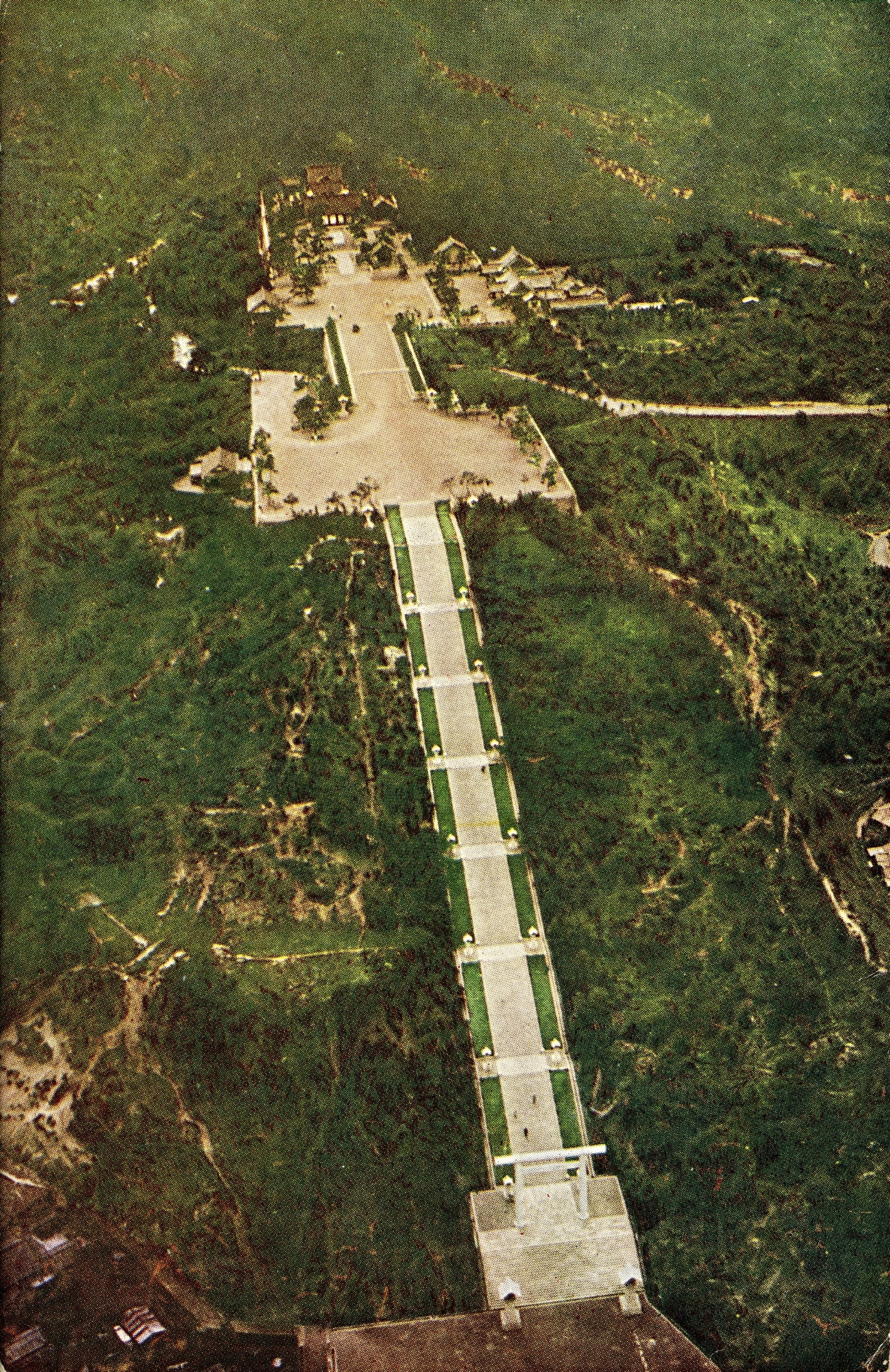
朝鮮神宮全景

1919年（大正8年）7月18日、天照大神と明治天皇を祭神とする「朝鮮神社」を創立し、官幣大社に列する旨が仰出された。1920年（大正9年）、南山の頂の御用地20万坪、境内7000坪の地に、総工費150万円で殿舎の造営に着手、6箇年で竣成した。石階段の表参道の他、東西に2つの参道があり、伊東忠太設計の正殿、神庫、祝詞舎、瑞垣門、勅使殿、手水舎、社務所等があった。初代宮司は高松四郎。
1925年（大正14年）6月27日、「朝鮮神社」が「朝鮮神宮」に改称され、同年9月14日には鎮座祭の期日（同年10月15日）と例祭日（毎年10月17日）が定められた。
1925年（大正14年）10月15日、園池掌典次長が勅使として御霊代を奉戴し、鎮座の盛儀が執行され、17日、園池勅使の参向のもとに初回の例祭が挙行された。以後、例祭ごとに勅使の参向があり、また本社の宮司は勅任待遇であった。
神社創建の同年10月、同神宮名を冠した記念の体育祭典「朝鮮神宮競技大会」が竣工したばかりの京城運動場で開催され、野球やテニス、陸上競技などが行われた。この総合スポーツ大会は、1941年10月の第17回まで催され、毎年秋の恒例行事となっていた。
大日本帝国の第二次世界大戦における敗戦に伴い、1945年（昭和20年）8月16日、不祥事態の発生回避の緊急措置として「御霊昇神の儀」を執行。御神実及び御神宝の太刀を宮内省に返納した
。その後、同年11月17日に廃社となった。跡地には南山公園が作られた。公園の中には安重根義士記念館、Nソウルタワーなどがある。

## 朝鮮神宮御祭神論争
朝鮮神宮の鎮座直前に、今泉定助・葦津耕次郎・賀茂百樹（賀茂真淵末裔）・肥田景之（神職、実業家、衆議院議員）ら神社関係有力者や、後1938年に「海外神社協会」を組織する小笠原省三等が「朝鮮神宮には朝鮮国土の神を祀るべし」と主張し、1919年に政府が発表していた「祭神を天照大神・明治天皇とする」方針の再考を求め、政府・総督府と神社人の間で論争となった。小笠原は『朝鮮神宮を中心としたる内鮮融和の一考察』『朝鮮神宮を拝して内鮮両民族の将来に及ぶ』を著して、神道は古来よりその土地の神や偉人を祀り、その土地の様式を入れた神社を建てており、天照大神は伊勢神宮とその系列のものであるから、朝鮮神宮には朝鮮の偉人を祀り、朝鮮の様式を主とした社殿を建築すべきであり、神職には朝鮮名家の由緒正しき人を任ずべし」と主張した。神社人の間では檀君奉斎論が起こり、檀君を「朝鮮国魂神」として奉斎する主張へと発展したが、神社人の主張は受け容れられなかった。神社新報社は「海外の新領土に天照大神を祀るのはヨーロッパ諸国がアジアの植民地にキリスト教を伴ったのに似ているが、日本の思想にはないものであり、神道の思想の変質である」と断じた。

## 参拝の奨励・強要と神社参拝拒否運動
朝鮮神宮の建立以降、朝鮮総督府は「皇民化政策の一環」として神社参拝を奨励し、各家庭での神棚設置と礼拝を奨励した。さらに日中戦争が始まった1937年（昭和12年）以降になると、神社参拝を奨励した。
この頃には、日米関係の悪化も関係しており、朝鮮のキリスト教徒に対する圧力も強まっていた。それまで植民地統治下にあって、キリスト教会内部だけは比較的、表現と集会の自由が容認されていた。これは堤岩里事件を引き起こしたことに対して、欧米から強く非難されたためであった。
カトリック教会への圧力が強まる中、1939年（昭和14年）には長老派教会が警察官立ち会いの下で神社参拝を決議した。これに反対した約2000人の牧師・教徒が、検挙・投獄された（神社参拝拒否運動）。この際、日本基督教団は神社参拝に反対する朝鮮の教会に赴き「国家の祭祀を要求することは改宗を迫るものではない」という趣旨で、反対派牧師たちを説得している。神社参拝拒否運動は、200あまりの教会が閉鎖されるという結末を辿った。

## 関連書籍
- 朝鮮神宮年報 官幣大社朝鮮神宮社務所 1933年～
- 朝鮮神職会会報『鳥居』 朝鮮神職会
- 神社・学校・植民地: 逆機能する朝鮮支配 樋浦郷子 2013年